# Linie mijlocie
Linia mijlocie este segmentul determinat de mijloacele a două laturi dintr-un triunghi, trapez sau paralelogram.

## Proprietăți
Linia mijlocie se poate nota cu l.m. Câteva proprietăți ale sale sunt:
- Linia mijlocie este paralelă în triunghi cu a treia latură (mijloacele primelor două formează linia mijlocie), într-un trapez este paralelă cu laturile paralele ale trapezului, iar într-un paralelogram este paralelă cu cele două laturi opuse;
- Folosind teorema lui Thales, se poate determina lungimea liniei mijlocii:
  - în triunghi: l.m. = latura cu care este paralelă / 2
  - în trapez: l.m. = (b + B) / 2, unde b = baza mică și B = baza mare
  - în paralelogram: l.m. = a, unde a este latura cu care este paralelă linia mijlocie.

### Linia mijlocie în triunghi
- Dacă prin mijlocul uneia dintre laturile unui triunghi se  construiește paralela uneia dintre celelalte două, atunci aceasta trece prin mijlocul celei de-a treia laturi (teorema reciprocă 1).
- Dacă un segment are capetele pe două dintre laturile unui triunghi astfel încât unul să fie mijlocul laturii și are măsura jumătate din măsura celei de-a treia laturi, atunci segmentul este linie mijlocie (teorema reciprocă 2).